# ダニエル・レゼンデ
ダニエル・レゼンデ（Daniel Rezende, 1969年 - ）は、ブラジルの編集技師である。

## 来歴
2002年の映画『シティ・オブ・ゴッド』で英国アカデミー賞編集賞を受賞したほか、アカデミー賞編集賞にもノミネートされた。その後の作品でもブラジルやアルゼンチンの映画賞でたびたび候補に挙がっている。

## フィルモグラフィ
- Armas e Paz (2002)
- シティ・オブ・ゴッド Cidade de Deus (2002)
- Narradores de Javé (2003)
- モーターサイクル・ダイアリーズ Diarios de Motocicleta (2004)
- ダーク・ウォーター Dark Water (2005)
- 1960、忘れない夏 O Ano em que Meus Pais Saíram de Férias (2006)
- エリート・スクワッド Tropa de Elite (2007)
- シティ・オブ・メン Cidade dos Homens (2007)
- ブラインドネス Blindness (2008)
- As Melhores Coisas do Mundo (2010)
- エリート・スクワッド ブラジル特殊部隊BOPE Tropa de Elite 2: O Inimigo Agora é Outro (2010)
- ツリー・オブ・ライフ The Tree of Life (2011)
- ロボコップ RoboCop (2014)
- エンテベ空港の7日間 7 Days in Entebbe (2018)